# Nikolaj Kamenskij
Nikolaj Andrejevič Kamenskij (rusky Николай Андреевич Каменский; 17. října 1931 Moskva – 21. července 2017 Moskva) byl sovětský skokan na lyžích, který závodil především v druhé polovině 50. a na počátku 60. let 20. století. V roce 1956 ovládl 4. ročník Turné čtyř můstků. V témže roce (1958) pak vyhrál skokanský závod na holmenkollenských lyžařských hrách.
Roku 1962 získal na mistrovství světa v klasickém lyžování v polském Zakopanem stříbrnou medaili v individuálním závodě na velkém můstku. O dva roky dříve skončil čtvrtý ve stejném závodě na Zimních olympijských hrách 1960 v americkém Squaw Valley.